# Nic Sheff
Nic Sheff (* 20. července 1982, San Francisco, Kalifornie, Spojené státy americké), rodným jménem Nicolas Eliot Sheff je americký spisovatel, scenárista a koproducent. Je autorem dvou memoárů, včetně bestselleru New York Times Tweak: Growing Up On Methamphetamines  a We All Fall Down: Living With Addiction. Napsal také několik románů pro mladistvé a dospělé. 

## Životopis
Nic Sheff se narodil 20. července 1982 ve městě San Francisco v americkém státě Kalifornie. Jeho rodiči jsou novináři Vicki a David Sheffovi. Když mu byly čtyři roky, jeho rodiče se rozvedli. Svůj čas poté dělil mezi matku Vicki, která žila v Los Angeles, a otce v San Franciscu.
Alkohol začal pít v jedenácti letech a ve stejnou dobu u něj otec poprvé objevil marihuanu. O rok později už ji kouřil pravidelně. Brzy nato začal experimentovat s drogami, jako je LSD, extáze, halucinogenní houby a kokain. V osmnácti letech poprvé vyzkoušel krystalický pervitin. Následně se stal bezdomovcem a na drogy si začal vydělávat prostitucí. V době, kdy žil na ulici, se několikrát předávkoval. Podle vlastních slov málem přišel o ruku, když se mu po vpichu infikovanou jehlou zvětšila na velikost baseballového míče. Po několika pokusech se mu podařilo vymanit ze závislosti. V roce 2018 již osm let úspěšně abstinoval.
Během práce na své druhé knize žil Nic v Savannah ve státě Georgia se svou přítelkyní a pracoval jako akt pro místní uměleckou školu. V roce 2011 se oženil s Jette Newellovou, modelkou, herečkou a televizní scenáristkou, se kterou žil v Los Angeles.
V šestnácti letech získal cenu pro středoškolské novináře za svůj sloupek ve školním časopise. Má dva nevlastní sourozence, Jaspera a Daisy. Jejich matkou je Karen Barbourová, druhá manželka Davida Sheffa. Nic byl jedním ze scenáristů seriálů Zločin a Proč? 13x proto.

### Tweak: Growing Up On Methamphetamines
Tweak: Growing Up on Methamphetamines je autobiografická kniha, kterou Nic napsal o svém utrpení způsobeném opakovanými propady do drogové závislosti. Byla vydána v pevné vazbě nakladatelstvím Atheneum Books for Young Readers v únoru 2008 (ISBN 978-1416913627) a později v brožované vazbě 6. ledna 2009. Stala se bestsellerem New York Times a USA Today. Nic také napsal pokračování s názvem We All Fall Down: Living with Addiction v roce 2011.

## Související dílo
Nic je předmětem memoáru svého otce Davida Sheffa – Beautiful Boy: A Father's Journey Through His Son's Addiction a byl konzultantem při filmové adaptaci z roku 2018, ve které ho ztvárnil Timothée Chalamet. Za svůj výkon byl Chalamet nominován na Zlatý glóbus, Cenu Sdružení filmových a televizních herců, cenu BAFTA i Critics' Choice Movie Awards, všechny v kategorii nejlepší herec ve vedlejší roli. Světová premiéra snímku proběhla 7. září 2018 na Mezinárodním filmovém festivalu v Torontu za účasti Davida a Nica Sheffových, kteří diváky překvapili svou osobní přítomností na projekci.